# Front de Perigús
Front o Frontó de Perigús (Lencais, Gàl·lia, segle I - Perigús, c. 100) fou un personatge llegendari, suposat primer bisbe de Perigús. És considerat sant a l'Església Catòlica.

## Llegenda
Frontus es troba esmentat per primer cop a una vida de Sant Gaugeric de Cambrai, que diu que aquest havia pregat a Perigús davant la tomba de Front. De la vida del sant no se'n sap res i totes les dades són tardanes i producte de tradicions pietoses, sense que es pugui provar que realment existís. Les vides llegendàries, a partir del segle ix, i la majoria dels segles xi i xii, barregen dades procedents de les llegendes d'altres sants, com Frontó de Nítria o Marta de Betània.
Segons la llegenda, Front havia nascut a Linicassius (Lencais) en una família cristiana, al segle IV o al I. Va renunciar al món i es va fer eremita. El prefecte de la regió, Isquirinus, no volia matar-lo per la noblesa de la seva nissaga i li ordenà que es deixés créixer els cabells, que s'havia rasurat en fer-se clergue. Front no volgué, ja que era un senyal de la seva vocació, i va marxar a Egipte.
A Egipte, va retirar-se a l'eremitori d'Apol·loni, que estava custodiat per dos grans serpents. Després d'un temps, marxà a Roma; Sant Pere apòstol el va ordenar bisbe i el va enviar a la Gàl·lia a predicar, amb el prevere Jordi. Quan Jordi va morir de camí, al tercer dia de viatge, Front tornà a Roma i Sant Pere li donà la seva gaiata: amb ella, Front va resuscitar el prevere: molta gent d'aquell lloc es va convertir en veure-ho, i Front en seleccionà seixanta-nou perquè fossin predicadors amb ell al Perigord. Al Perigord aconseguiran moltes conversions i s'hi creà una comunitat cristiana.
Se li atribueix un miracle de bilocació que li permeté assistir als funerals de Marta de Betània, com també la destrucció d'una estàtua del déu Mart a Perigús. Prop de Lalinde, a la Dordonya, va acabar amb un drac que aterroritzava els camperols, destruint collites i matant els homes: el bisbe li feu el senyal de la creu i el drac es precipità per un penya-segat, morint.
Una tradició més moderna, fa Front natural de Palestina, jueu de la tribu de Judà. Fou convertit directament per Crist i batejat per Sant Pere; fou, per tant, un dels Setanta deixebles. Hi hauria assistit al Sant Sopar, la Passió i altres fets de la vida de Crist. Amb Pere va anar a Roma, i serà des d'aquí que va al Perigord a predicar.

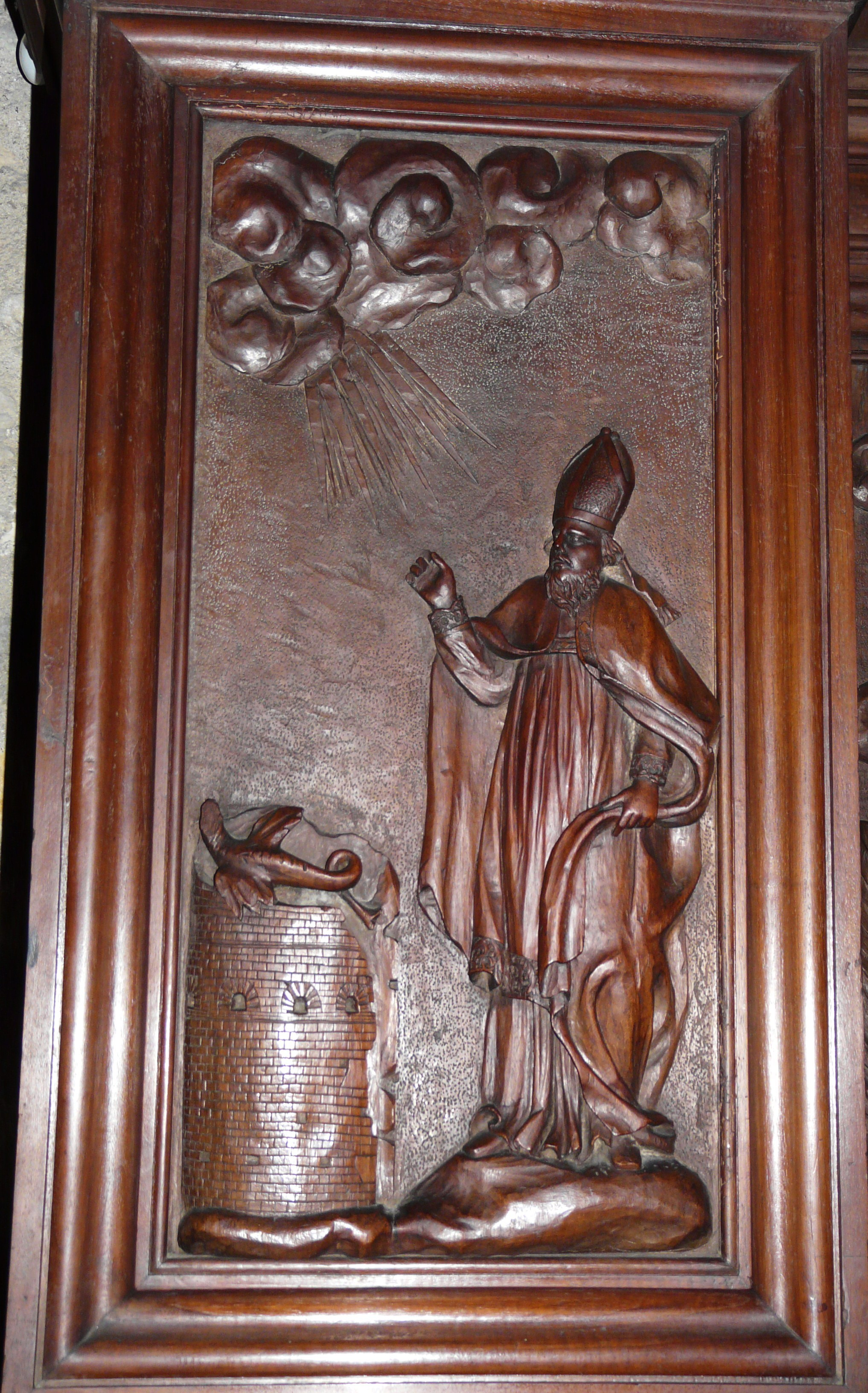
El sant davant Perigús, talla del s. XVII (Perigús, S. Étienne)
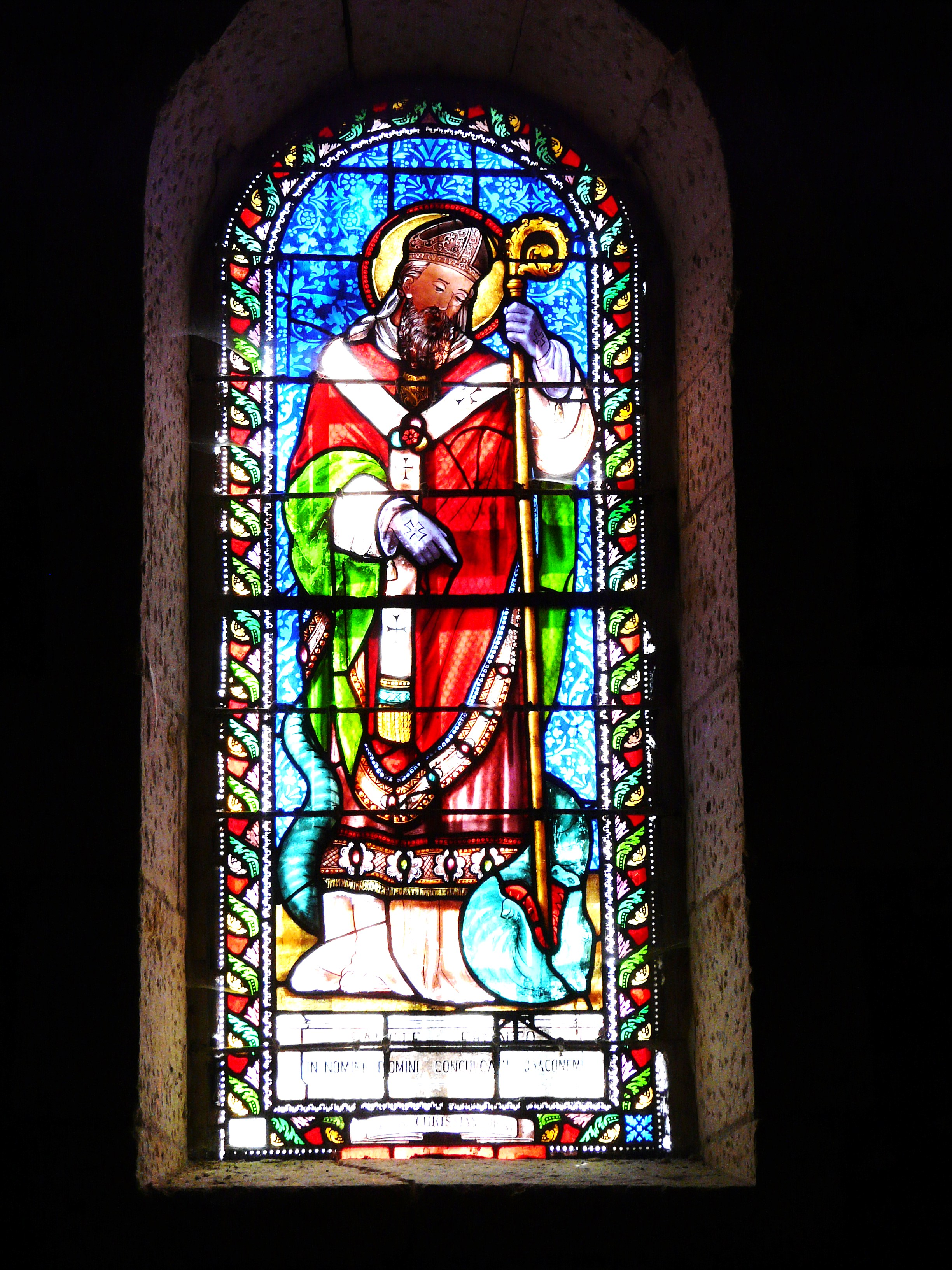
Vitrall de l'església de Cornilhe (Dordonya)
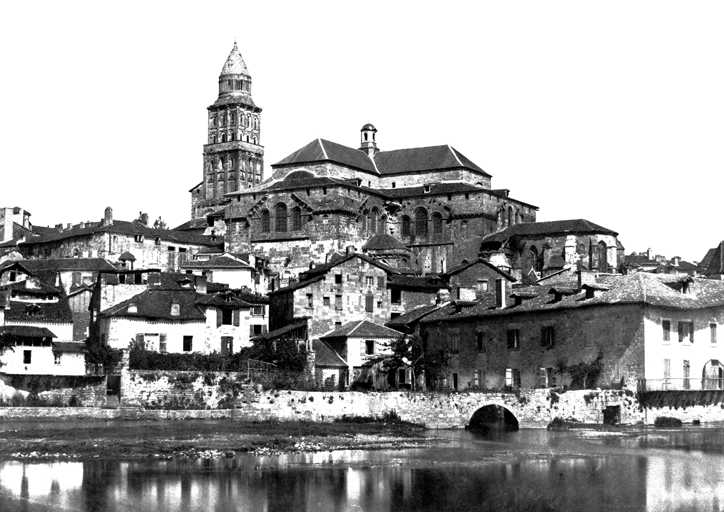
Catedral de Sant Front de Perigús abans de la restauració
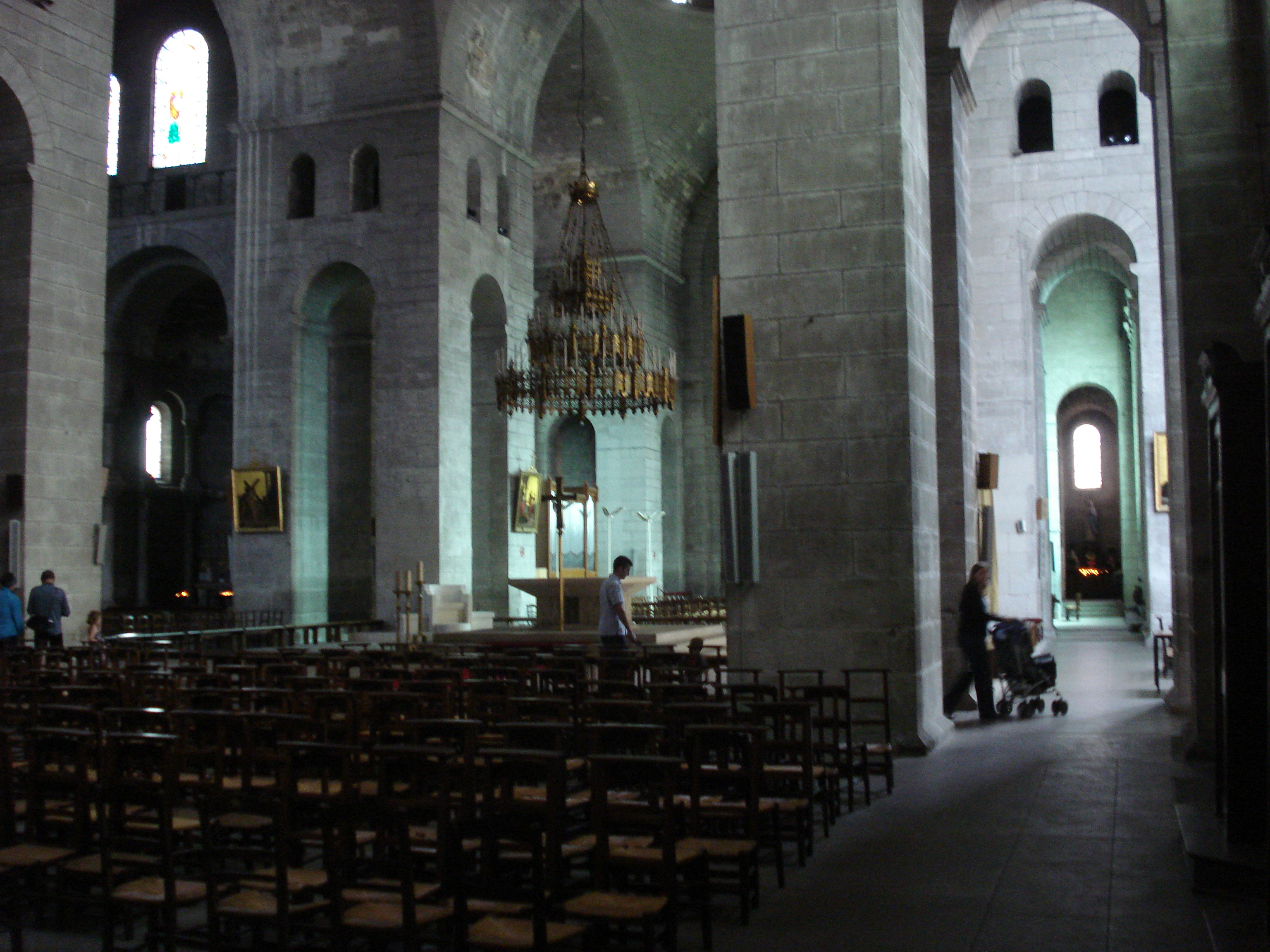
Interior de Sent Front

## Veneració
En començar el segle ix, és esmentat al Martirologi de Lió com a Front. Les seves suposades relíquies foren autentificades en 1261 i 1463 a la catedral de Sant Front de Perigús, on eren, però foren destruïdes en 1575 pels hugonots.